# Tessa Davies
Tessa Davies (* 1940; † 1. Juni 1988 in Frogmill Spinney, England) war eine britische Szenenbildnerin.

## Leben
Davies begann ihre Karriere Anfang der 1960er Jahre zunächst als Schauspielerin, hatte jedoch nur drei kleine Fernsehengagements. Im Filmstab begann sie 1972 als Assistentin des Artdirectors beim britischen Thriller Amok. Häufig wirkte sie an Horrorfilmen mit, darunter Das Omen, Shining und Der kleine Horrorladen.
1984 war sie für Barbra Streisands Yentl zusammen mit Roy Walker und Leslie Tomkins für den Oscar in der Kategorie Bestes Szenenbild nominiert, die Auszeichnung ging in diesem Jahr jedoch an das Filmdrama Fanny und Alexander. Davies arbeitete nur selten für das Fernsehen, eine Ausnahme stellte ihr Mitwirken am Fernsehfilm Liebe in der Dämmerung mit Katharine Hepburn und Laurence Olivier in den Hauptrollen dar. Hierfür gewann sie 1975 einen Primetime Emmy.
Der letzte Film unter ihrer Mitwirkung war der Abenteuerfilm Old Gringo mit Jane Fonda und Gregory Peck. 1988 wurde sie von der Polizei im in der Nähe von London liegenden Haus ihres Lebensgefährten Richard Furgerson erschlagen aufgefunden.

## Filmografie (Auswahl)
- 1974: Draculas Sohn (Son of Dracula)
- 1976: Das Omen (The Omen)
- 1977: Julia
- 1980: Shining (The Shinning)
- 1981: Barbara’s Baby – Omen III (Omen III: The Final Conflict)
- 1983: Yentl
- 1984: Killing Fields – Schreiendes Land (The Killing Fields)
- 1985: Die Braut (The Bride)
- 1986: Der kleine Horrorladen (Little Shop of Horrors)
- 1987: Good Morning, Vietnam
- 1989: Old Gringo

## Auszeichnungen (Auswahl)
- 1984: Oscar-Nominierung in der Kategorie Bestes Szenenbild für Yentl